# Фокси (Тренто)
Фокси је насеље у Италији у округу Тренто, региону Трентино-Јужни Тирол.
Према процени из 2011. у насељу је живело 42 становника. Насеље се налази на надморској висини од 668 м.